# Hymenorchis tanii
Hymenorchis tanii är en orkidéart som beskrevs av André Schuiteman och De Vogel. Hymenorchis tanii ingår i släktet Hymenorchis och familjen orkidéer. Inga underarter finns listade i Catalogue of Life.